# Paco Alcalde
Francisco Alcalde Morcillo conocido como Paco Alcalde (4 de noviembre de 1951,  Alamillo, Ciudad Real) es un matador español.

## Biografía
Comenzó su carrera tomando parte a de numerosas capeas. Sus orígenes modestos le valen la simpatía del medio taurino que le permite actuar como novillero. Desde 1971 debutó en novilladas picadas. 
Tomó su alternativa el 14 de abril de 1974 en Barcelona teniendo de padrino a Curro Romero y de testigo a Carlos Ruiz Escolar "Frascuelo"  ante un toro de la ganadería Juan Mari Pérez-Tabernero. Confirmó la alternativa en Madrid el 21 de mayo de 1975 teniendo de padrino a Francisco Ruiz Miguel y de testigo a El Niño de la Capea. Es un año feliz para el torero ya que participa a lo largo del año en más de 75 corridas. De 1975 data el pasodoble Paco Alcalde del compositor Joaquín Rodrigo. Los años siguientes se muestra bastante brillante. Entre 1976 y 1978 participa en alrededor de más de 150 corridas. A principios de los años 80 torea en México, Perú y Colombia. A partir de 1994 ejerció como banderillero.